# Cnemaspis samui
Cnemaspis samui — вид ящірок з родини геконових (Gekkonidae). Описаний у 2022 році.

## Поширення
Ендемік Таїланду. Відомий лише у типовому місцезнаходженні — острів Самуї у Сіамській затоці.

## Назва
Видова назва вказує на типове місцезнаходження.